# Безчасний Леонід Костянтинович
Леоні́д Костянти́нович Безча́сний (нар. 25 березня 1937, Маріуполь — пом. 26 липня 2004, Київ) — український вчений-економіст, педагог та організатор науки, доктор економічних наук, професор, член-кореспондент НАН України, колишній заступник директора Інституту економіки НАН України.

## Біографія
Л. К. Безчасний народився 25 березня 1937 у місті Маріуполі Донецької області. Трудову діяльність розпочав у 15-річному віці. Після служби в армії вступив до Київського державного університету ім. Т. Г. Шевченка (економічний факультет), який закінчив з відзнакою у 1965 році. В тому ж році вступив до аспірантури Інституту економіки АН УРСР, після закінчення якої з 1968 року і до останніх днів свого життя працював у цьому Інституті: на посадах молодшого наукового співробітника (1968—1970), старшого наукового співробітника (1970—1979), завідувача відділом (з 1979), заступника директора Інституту з наукової роботи (1984—2004).

## Наукова діяльність
Л. К. Безчасний був одним із засновників концепції всезагальних умов виробництва та всезагальної праці. Кандидатську дисертацію, присвячену дії закону економії часу в розбудові економіки, захистив у 1969 році. У 1982 році захистив докторську дисертацію на тему «Всезагальна праця в процесі соціалістичного виробництва». В 1988 році був обраний членом-кореспондентом АН УРСР. Вчене звання професора йому було присвоєне в 1989 році.
Вчений досліджував проблеми взаємодії матеріального і духовного виробництва, людського капіталу, комерціалізації результатів наукових досліджень та ціноутворення на ринку нововведень, проблем інтелектуальної власності. Він дійшов висновку, що особливість сучасного етапу науково-технічного прогресу виявляється у трьох взаємозумовлених тенденціях — диференціації та інтеграції наук, наукового знання та посилення зв'язку між наукою та виробництвом. Ключовою ланкою економізації науки, інноваційної стратегії держави, на думку Л. К. Безчасного є відбір національних наукових і науково-технічних пріоритетів. Ним були визначені принципи та механізми управління пріоритетами, джерела їх фінансування.
Науковий доробок вченого включає майже 150 наукових праць, серед яких одна індивідуальна монографія і вісім колективних. Ним підготовлено 17 кандидатів і 2 доктори наук.